# Kasteel van Nazareth

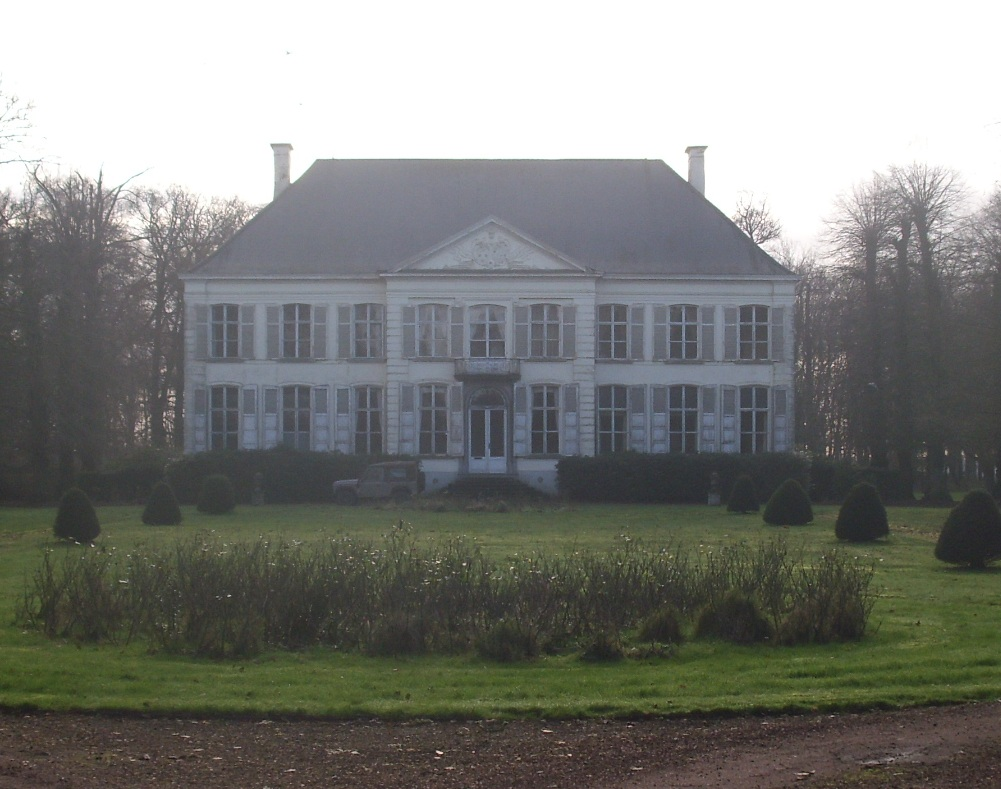
Kasteel van Nazareth

Het Kasteel van Nazareth is een kasteel in de Oost-Vlaamse plaats Nazareth, gelegen aan Kasteelstraat 16.

## Geschiedenis
Het kasteel zou herbouwd zijn in 1666, terwijl Louis Emmanuel Rockolfing, die de laatste heer van Nazareth was, het in 1771-1772 deed verbouwen en vergroten naar ontwerp van Jan Baptist Simoens. In 1860 werd het eigendom van de familie Kervyn de Volkaersbeke.

## Gebouw
Het betreft een kasteel in Lodewijk XVI-stijl op rechthoekige plattegrond. Zowel de voor- als de achtergevel hebben een middenrisaliet en worden gesierd door een driehoekig fronton. Het fronton in de voorgevel bevat het alliantiewapen van Rockolfing en de Ghellinck.
Ook in het interieur zijn elementen in Lodewijk XVI-stijl aanwezig.
Een koetshuis en een dienstwoning zijn van dezelfde tijd als het kasteel. Daarnaast is er een stal aanwezig.
Het geheel ligt in een parkaanleg op een door een vierkante gracht omgeven terrein. De gracht wordt gevoed door de Beerhofbeek. Drie dreven gaan straalsgewijs uit naar de dorpsstraten, waarbij de westelijke dreef uitkomt op het centrale plein van Nazareth, waarop zich ook de kerk bevindt.